# Liste des Commonwealth Heritage im Northern Territory
Die Liste des Commonwealth Heritage listet alle Commonwealth-HeritageObjekte im Northern Territory auf, die in die Commonwealth Heritage List aufgenommen wurden. Grundlage der Liste ist der Environment Protection and Biodiversity Conservation Act aus dem Jahr 1999.
Im Februar 2024 waren die folgenden 12 Stätten aus den Northern Territories gelistet, wobei die separat aufgeführten Bestandteile der Truppenübungsplätze in Larrakeyah und Darwin hier gemeinsam aufgezählt wurden;

## South Australias Commonwealth Heritage-Stätten (Stand: 2024)
| Titel                                                                               | Ort                                     | Bild                                         |  |
| ----------------------------------------------------------------------------------- | --------------------------------------- | -------------------------------------------- |  |
| Adelaide River War Cemetery                                                         | Adelaide                                |                                              |  |
| Arid A Type Residence                                                               | Alice Springs                           | Link zum Bild (Bitte Urheberrechte beachten) |  |
| Bradshaw Field Training Area                                                        | 170 km östlich von Kununurra            |                                              |  |
| Larrakeyah Barracks Headquarters: Precinct und Sergeants Mess                       | Larrakeyah, Darwin (Northern Territory) | Link zum Bild (Bitte Urheberrechte beachten) |  |
| Mount Bundey Military Training Area                                                 | 75 km süd-östlich von Humpty Doo        |                                              |  |
| RAAF Base Darwin: Officers Residence, Base Precinct und Tropical Housing Type 2 & 3 | Darwin (Northern Territory)             |                                              |  |
| Uluṟu-Kata-Tjuṯa-Nationalpark                                                       | Naturschutzgebiet, Northern Australia   |                                              |  |